# Casillas de Flores
Casillas de Flores – gmina w Hiszpanii, w prowincji Salamanka, w Kastylii i León, o powierzchni 42,6 km². W 2011 roku gmina liczyła 203 mieszkańców.